# Cornell University Press
Cornell University Press est la maison d'édition de l'université Cornell (Ithaca, État de New York).

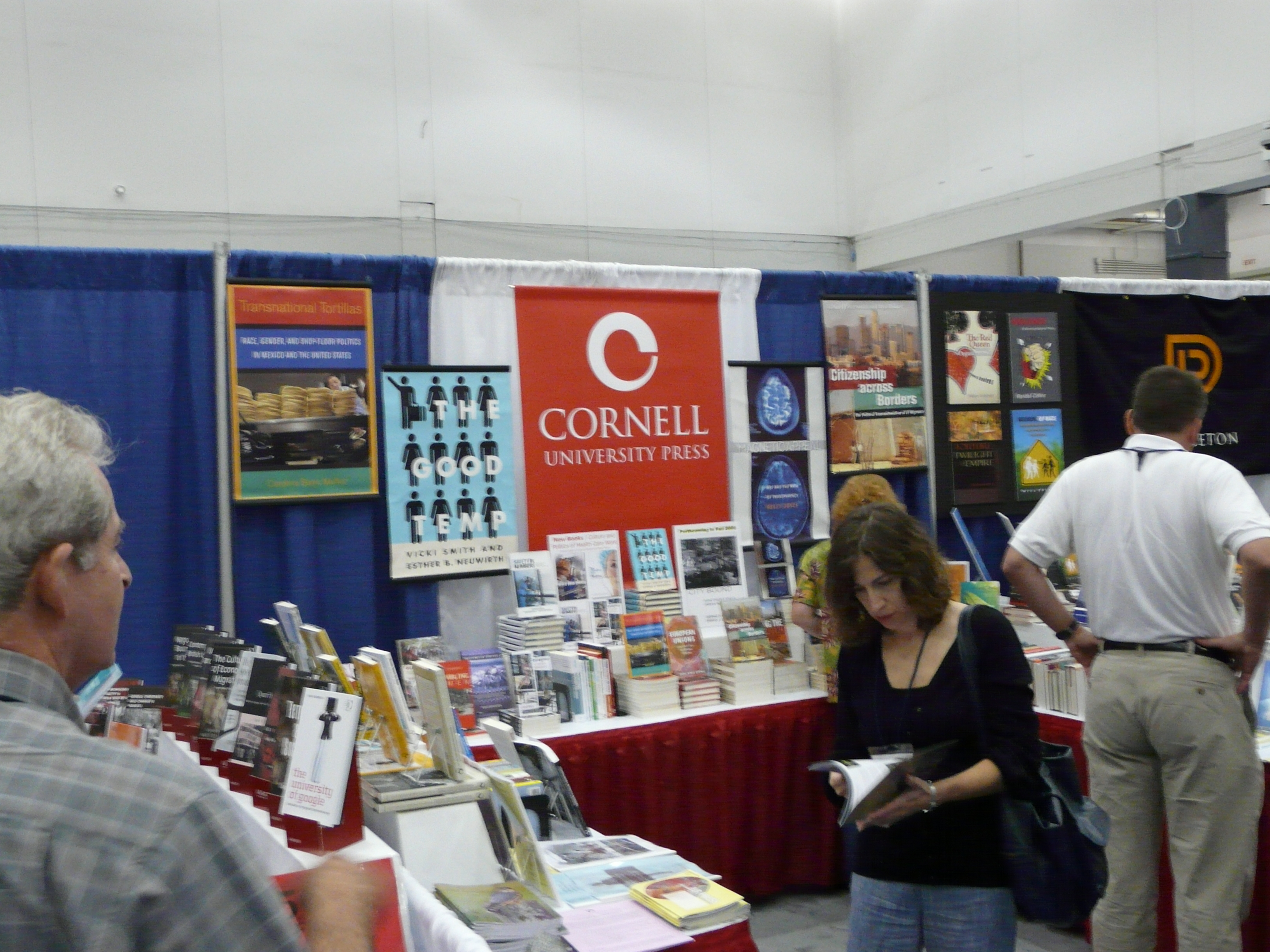
Stand de Cornell University Press à une conférence académique en 2008.

Elle a été fondée en 1869, soit avant la Johns Hopkins University Press, mais contrairement à cette dernière a été inactive pendant plusieurs décennies entre 1890 et 1930, raison pour laquelle Johns Hopkins University Press prétend au titre de plus ancienne maison d'édition universitaire américaine. 
Elle a depuis 1993 pris ses quartiers dans la Sage House, un bâtiment de l'université Cornell datant de 1880 nommé en l'honneur de Henry William Sage, philanthrope de l'État de New York et président du conseil d'administration de l'université à la fin du XIXe siècle. 
Cornell University Press publie une quantité importante d'ouvrages (environ 150 par an, depuis plusieurs dizaines d'années) sur de nombreux sujets principalement liés aux sciences humaines et sociales, tels l'anthropologie, la littérature, l'histoire, la philosophie, la politique, les relations internationales, la psychologie et la psychiatrie.